# Минервино-Мурдже
Минерви́но-Му́рдже (итал. Minervino Murge) — коммуна в Италии, располагается в регионе Апулия, в провинции Барлетта-Андрия-Трани.
Население коммуны составляет,  на 01.01.2023 года, 8171 человек, плотность населения ─ 31,74 чел./км². Занимает площадь 257,41 км². Почтовый индекс — 76013. Телефонный код — 0883.
Покровителями коммуны почитаются святой Архангел Михаил, день памяти 29 сентября, и Пресвятая Богородица (Madonna del Sabato), отмечается во вторую субботу после Пасхи.

## Климат
Согласно климатической классификации итальянских муниципалитетов, Минервино-Мурдже входит в зону D, количество градусо-дней составляет 1798.

## Демография
Динамика населения:

## Администрация коммуны
Главой коммуны является мэр Мария Лаура Манчини (итал. Maria Laura Mancini), с 5 октября 2021 года.
Муниципалитет входит в движение «Соглашение мэров».